# Eupatorus
Eupatorus là một chi bọ cánh cứng trong họ Scarabaeidae.

## Các loài
Một số loài được ghi nhận:
- Eupatorus birmanicus Arrow, 1908
- Eupatorus endoi Nagai, 1999
- Eupatorus gracilicornis Arrow, 1908: Bọ hung năm sừng
- Eupatorus hardwickei (Hope, 1831)
- Eupatorus koletta Voirin, 1978
- Eupatorus siamensis (Castelnau, 1867)
- Eupatorus sukkiti Miyashita & Arnaud, 1996